# Cantón de Lille-Oeste
El cantón de Lille-Oeste era una división administrativa francesa, que estaba situada en el departamento de Norte y la región de Norte-Paso de Calais.

## Composición
El cantón estaba formado por cuatro comunas, más una fracción de la comuna que le daba su nombre:
- Lambersart
- Lille (fracción)
- Marquette-lez-Lille
- Saint-André-lez-Lille
- Wambrechies

## Supresión del cantón de Lille-Oeste
En aplicación del Decreto nº 2014-167 de 17 de febrero de 2014, el cantón de Lille-Oeste fue suprimido el 22 de marzo de 2015 y sus 5 comunas pasaron a formar parte tres del nuevo cantón de Lille-1, una del nuevo cantón de Lambersart y la fracción de la comuna que le daba su nombre se unió con las demás fracciones para que, por medio de una reestructuración cantonal, fueran creados los nuevos cantones de Lille-1, Lille-2, Lille-3, Lille-4, Lille-5 y Lille-6.